# 안 비아젬스키
안 비아젬스키(러시아어: Anne Wiazemsky, 1947년 5월 14일 ~ 2017년 10월 5일)는 프랑스의 배우, 소설가이다. 류리크 가의 후손이며 소설가 프랑수아 모리아크 외손녀이기도 하다. 로베르 브레송 감독의 1966년 영화 《당나귀 발타자르》, 장뤼크 고다르 감독의 1967년작《중국 여인》 등에 출연하였다.

## 출연 작품
- 네 멋대로 해라: 장 뤽 고다르 (2017)
- 누벨바그의 추억 (2010, Deux de la vague)
- 엘리자베스라고 불러줘 (2006)
- 그녀는 햇빛 아래서 그 많은 시간을 보냈다 (1985)
- 랑데부 (1985)
- 비밀의 아이 (1982)
- 마지막 열차 (1973)
- 만사형통 (1972)
- 원 P.M. (1972)
- 블라디미르와 로자 (1970)
- 이탈리아에서의 투쟁들 (1970)
- 인간의 자손 (1969)
- 카프리치 (1969)
- 동풍 (1969)
- 돼지우리 (1969)
- 원 플러스 원 (1968)
- 테오레마 (1968)
- 주말 (1967)
- 중국 여인 (1967)
- 당나귀 발타자르 (1966)